# Nearktická oblast

Mapa nearktické oblasti

Nearktická oblast je biogeografická oblast zahrnující mimotropické území Severní Ameriky včetně ostrova Newfoundland a Grónska.
Zahrnuje pásmo nivální (sněžné), které přechází do tundry a širokého pásma jehličnatého lesa. Pod nimi jsou ve směru poledníků pásma: na východě opadavý les, uprostřed stepi (prérie) a na západě komplex hor, pouští, jehličnatých lesů a tvrdolistých hájů.
Nearktická oblast zaujímá rozlohu asi 21 mil. km² (15 % území souše).
Fauna nearktická oblasti má mnoho společných rysů s faunou palearktické oblasti, zahrnující Evropu a severní Asii (v obou oblastech žije např. medvěd, jelen, los).
K živočišným druhům vyskytujícím se v nearktické oblasti patří např. krocan, bizon, z jižní Ameriky proniká vačice, pásovec aj.
Endemity vyskytující se v této oblasti jsou např. vidloroh, zástupci několika rodů hlodavců a z ptáků krocani.

## Podoblasti
Nearktická oblast se dělí na několik podoblastí:
- kanadskou
- východonearktickou
- západně centrální
- kalifornskou